# El sexo débil
 (срп. Слабији пол) мексичка је теленовела, снимана 2011.

## Синопсис
Мушкарци су увек мислили да je мужевност синоним са поштовање, лидерство и храброст који буду изазвани када се права осећања открију у друштву. То важи и за породицу Камачо, људима који имају породичну посвећеност медицини. Њихова главна особина, јесте та да су сви потомци мушкарци, и та опсесија је био узрок њихове самоће.
Алваро: је напуштен због своје љубоморе на партнерку, која је професионално успешнија од њега,
Данте: девојка га напушта због швеђана кога је упознала у Паризу,
Хулијан: остављен због неверства,
Августин: жена га је напустила због неискрености,
Бруно: једини мушкарац у породици који се не бави медицином, и који је срећан у својој хомосексуалној вези.
Након вртлога напуштања, Камачови ће морати суочити се са својим страховима, али ту борбу уздрмаће долазак шармантне Елене Рамон, жене које је на дан венчања напустила свог вереника, а који ће променити животе свих људи у породици Камачо.

## Улоге
| Глумац:           | Улога:              |
| ----------------- | ------------------- |
| Итати Канторал    | Елена Роман         |
| Раул Мендез       | Данте Камачо        |
| Маурисио Окман    | Хулијан Камачо      |
| Хотан Фернандез   | Алваро Камачо       |
| Артуро Риос       | Августин Камачо     |
| Пабло Круз Гуеро  | Бруно Камачо        |
| Адријана Пара     | Силвија Бермудез    |
| Марко Тревињо     | Максимо де ла Крокс |
| Лусијана Силвејра | Тамара              |
| Мартина Гарсија   | Марија              |
| Родриго Овидео    | Педро               |
| Бианка Калдерон   | Аида                |
| Адријан Алонсо    | Виктор Камачо       |
| Хулијана Урбини   | Тања Камачо         |
| Летисија Фабијан  | Луиса               |
| Агусто ди Паоло   | Бенхамин            |
| Карина Гиди       | Камила              |
| Сесилија Суарез   | Александра          |